# 红岗子乡
红岗子乡，是中华人民共和国吉林省白城市大安市下辖的一个乡镇级行政单位。

## 行政区划
红岗子乡下辖以下地区：
红岗子村、马营村、万发村、八家村、永和村、新合村、南岗村和一心村。